# كلاوديو فونسيكا
كلاوديو فونسيكا (بالبرتغالية: Cláudio Fonseca‏) مواليد 22 يناير 1989 في لشبونة، هو لاعب كرة سلة برتغالي. بدأ مسيرته الاحترافية في سنة 2007. يلعب مع نادي بنفيكا كلاعب وسط. يحمل الرقم 22. يبلغ طوله 6 قدم 9.5 بوصة (2.1 م).

## المسيرة الاحترافية
لعب مع فالنسيا باسكت في سنة 2008، ثم لعب مع نادي بيناس ويسكا لكرة السلة في الدوري الإسباني في موسم 2008–2009، ثم لعب مع نادي أليكانتي لكرة السلة في موسم 2009–2010، ثم لعب مع بنفيكا لكرة السلة من سنة 2012 إلى 2016.

## الإنجازات
- الدوري البرتغالي لكرة السلة: 2012–13، 2013–14، 2014–15
- كأس البرتغال لكرة السلة: 2013–14، 2014–15
- كأس الدوري البرتغالي لكرة السلة: 2012–13، 2013–14، 2014–15
- كأس السوبر البرتغالية لكرة السلة: 2012، 2013، 2014، 2015

## روابط خارجية
- كلاوديو فونسيكا على موقع الاتحاد الدولي لكرة السلة (الإنجليزية)
- كلاوديو فونسيكا على موقع الدوري الأوروبي لكرة السلة (الإنجليزية)
- كلاوديو فونسيكا على موقع الدوري الإسباني لكرة السلة (الإسبانية)
- كلاوديو فونسيكا على موقع كرة السلة الأوروبية.كوم (الإنجليزية)
- كلاوديو فونسيكا على موقع ريلجم (الإنجليزية)
- كلاوديو فونسيكا على موقع بروبوليرز (الإنجليزية)
- كلاوديو فونسيكا على موقع سبورتس رفرنس (الإنجليزية)